# ふゆづき (護衛艦)
ふゆづき（ローマ字：JS Fuyuzuki, DD-118）は、海上自衛隊の護衛艦。あきづき型護衛艦 (2代)の4番艦。艦名は「冬空に高く輝く、凛冽とした冬の夜を照らす月」に由来する。この名を受け継ぐ日本の艦艇は旧海軍の秋月型駆逐艦8番艦「冬月」に続き、日本の艦艇としては2代目。
本記事は、本艦の艦歴について主に取り扱っているため、性能や装備等の概要についてはあきづき型護衛艦 (2代)を参照されたい。

## 艦歴
「ふゆづき」は、中期防衛力整備計画に基づき平成21年度計画5,000トン型護衛艦2247号艦として、三井造船玉野事業所で2011年6月14日に起工され、2012年8月22日進水した。
2014年3月13日に就役し、第3護衛隊群第7護衛隊に編入され、舞鶴に配備された。
「ふゆづき」の建造費は約726億円で、三井造船では「はるさめ」以来、17年ぶりとなる護衛艦の建造であったため、退職者や三菱重工作業員まで呼び、建造及び艤装を行った。
なお、先代の駆逐艦「冬月」は舞鶴海軍工廠で建造された艦であり、舞鶴入港時の式典で艦長が「ふゆづきが70年ぶりに舞鶴に戻って来た」と挨拶した。
2015年9月26日から11月10日までインド東方海域で実施された米印主催海上共同訓練（マラバール2015）に参加。
2016年8月26日から10月18日までの間、オーストラリア ダーウィン周辺海域で実施された豪州海軍主催多国間海上共同訓練（カカドゥ16）に参加。
同年10月11日、第3護衛隊群第3護衛隊に編成替え。
2017年3月18日から5月1日までの間（これは防衛省から事前に公表された期間で、実際は4月28日に呉に帰投している）、平成28年度外洋練習航海（飛行）に参加。
2018年2月26日から3月22日までの間、平成29年度派米訓練としてグアム島方面に派遣され、米海軍と共同で洋上訓練を実施。なお、3月8日から3月14日までは、マルチセール2018に参加し、米海軍ミサイル巡洋艦「アンティータム」、ミサイル駆逐艦「カーティス・ウィルバー」、「ベンフォールド」、「マスティン」 とともに対空戦、対水上戦、対潜戦、射撃訓練等を実施した。 
同年6月8日から16日までの間、グアム島及び同島周辺海空域において実施される日米印共同訓練（マラバール2018）に参加した。参加部隊は「ふゆづき」の他、護衛艦「いせ」、「すずなみ」、搭載航空機5機、潜水艦「そうりゅう」、P-1哨戒機2機。 
また、6月16日から23日にかけて、グアム周辺から沖縄南方に至る海空域で「すずなみ」とともに米海軍と共同巡航訓練を実施した。米海軍からは空母「ロナルド・レーガン」ほか、艦艇数隻が参加。 
同年11月8日から11月16日にかけて四国南方から沖縄周辺に至る海空域において米海軍空母「ロナルド・レーガン」、「ジョン・Ｃ・ステニス」ほか艦艇数隻と共同巡航訓練を実施した。 
2019年10月24日から11月2日にかけて沖縄南方から関東南方に至る海空域において米海軍空母「ロナルド・レーガン」ほか、艦艇数隻と日米共同訓練を実施した。 
2021年2月26日から4月4日までの間、米国派遣訓練（護衛艦）に参加し、ハワイ諸島に至る海空域においてミサイル射撃訓練等の洋上訓練を実施した。
同年7月、低視認性塗装（ロービジビリティー Low-visibility 略してロービジとも）へ塗装変更。その内容としては、煙突頂部の汚れを目立たなくするための黒帯の廃止、艦番号及び艦名の灰色化かつ無影化、飛行甲板上の対空表示（航空機に対し艦番号下2桁を表示するための塗装）の消去。
同年9月5日、第6次派遣情報収集活動水上部隊として舞鶴から出港。舞鶴を出港した後、新型コロナウイルス感染症拡大の状況を踏まえ、乗組員全員に対しPCR検査を実施するとともに、日本近海において、14日間にわたり訓練等を行い乗組員の健康観察を実施した上で、中東方面に向け進出した。
2022年3月10日、舞鶴に帰港。
2023年4月10日から4月23日にかけて、中国海軍の空母艦隊が日本付近の太平洋で行動したことに対し、第4護衛隊「さざなみ」、第5護衛隊「あけぼの」、第14護衛隊「あさぎり」とともに所要の情報収集・警戒監視を行った。中国艦隊の編成は、空母「山東」を中核としてレンハイ級駆逐艦、ルーヤンIII級駆逐艦、ジャンカイII級フリゲート、フチ級補給艦など最大6隻であり、23日までに確認した空母およびヘリコプター搭載艦艇からの各種航空機発着艦回数は、約610回であった。このうち、空母艦載戦闘機の発着艦に対しては、航空自衛隊の戦闘機がスクランブル発進して対応した。
2024年10月17日、佐渡島東方および九州南方の訓練海空域において実施される海上保安庁との共同訓練に舞鶴地方総監部、佐世保地方総監部およびミサイル艇「おおたか」とともに参加する。海上保安庁からは第九管区海上保安本部巡視船「はくさん」、巡視艇「こしかぜ」、固定翼機（MA864）、第十管区海上保安本部巡視船「あかいし」、「とから」、「きりしま」が参加し、重要施設等に向かう不審船を想定し、情報共有訓練、共同追跡・監視訓練、停船措置訓練を実施する。
現在は第3護衛隊群第3護衛隊に所属し、定係港は舞鶴である。

### 歴代艦長
| 代       | 氏名       | 在任期間               | 出身校・期 | 前職                             | 後職                         | 備考                 |
| 艤装員長 | 艤装員長   | 艤装員長               | 艤装員長   | 艤装員長                         | 艤装員長                     | 艤装員長             |
| -------- | ---------- | ---------------------- | ---------- | -------------------------------- | ---------------------------- | -------------------- |
|          | 北御門裕   | 2012.8.22 - 2014.3.12  | 防大32期   | 統合幕僚学校国際平和協力センター | ふゆづき艦長                 |                      |
| 艦長     |            |                        |            |                                  |                              |                      |
| 01       | 北御門裕   | 2014.3.13 - 2015.12.21 | 防大32期   | ふゆづき艤装員長                 |                              |                      |
| 02       | 織戸邦明   | 2015.12.22 - 2017.5.9  |            | 佐世保海上訓練指導隊船務航海科長 | 護衛艦隊司令部幕僚           |                      |
| 03       | 平野一照   | 2017.5.10 - 2018.7.31  |            | 舞鶴地方総監部管理部人事課長     | 護衛艦隊司令部               |                      |
| 04       | 青木 操    | 2018.8.1 - 2019.8.8    | 防大36期   | かが副長                         | 護衛艦隊司令部               | 2019.7.1 1等海佐昇任 |
| 05       | 北口周右   | 2019.8.9 - 2020.7.30   |            | 自衛艦隊司令部                   | 海上幕僚監部防衛部防衛課勤務 | 2020.7.1 1等海佐昇任 |
| 06       | 大瀬光一郎 | 2020.7.31 - 2022.7.10  | 防大45期   | 電子情報隊研究指導科長           |                              |                      |
| 07       | 中野友朗   | 2022.7.11 - 2023.6.22  |            | 第1護衛隊群司令部幕僚            |                              |                      |
| 08       | 安冨 学    | 2023.6.23 - 2024.8.18  |            |                                  |                              |                      |
| 09       | 藤原雄一   | 2024.8.19 -            |            |                                  |                              |                      |

## ギャラリー

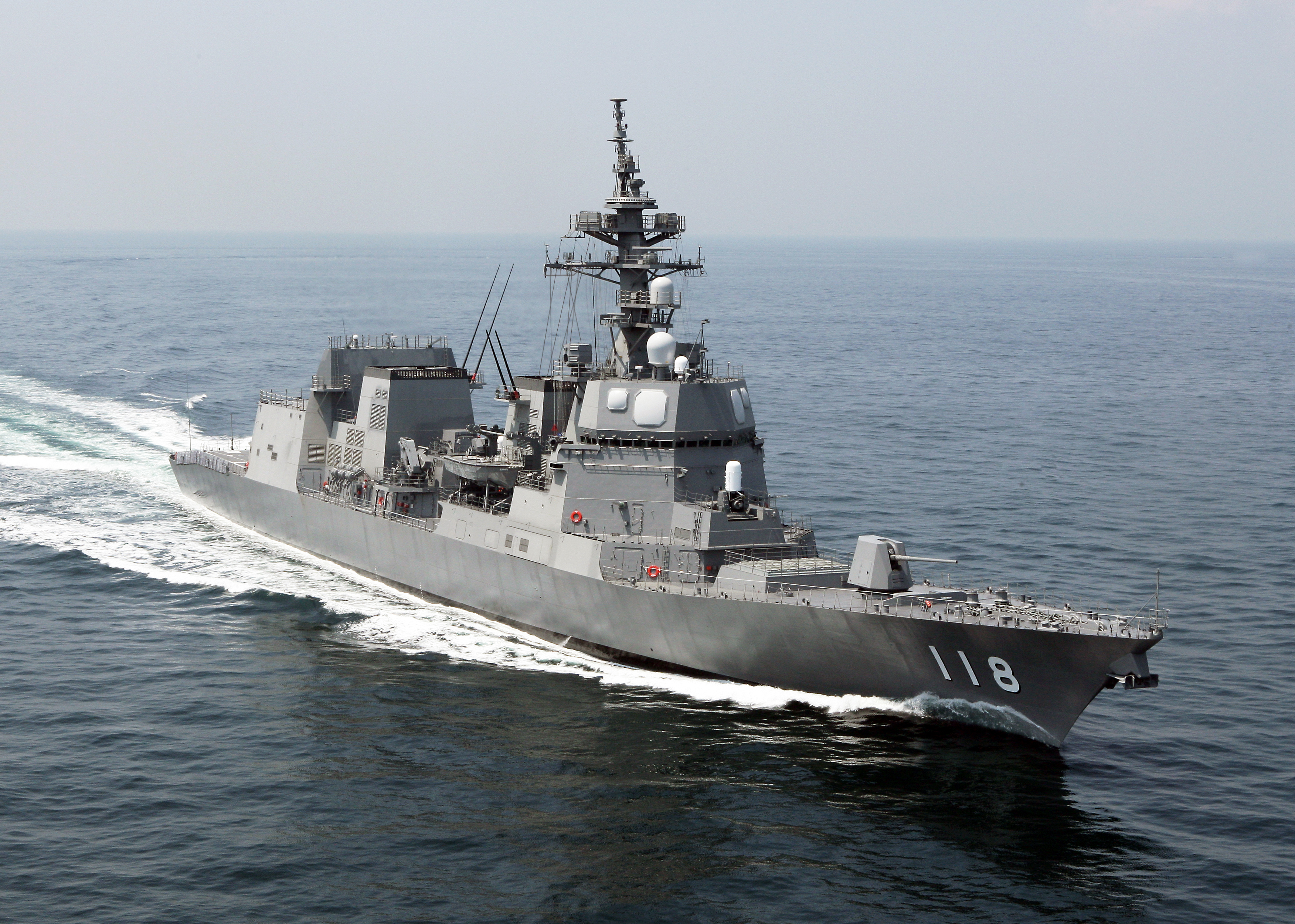
戦艦大和の沖縄特攻作戦に参加し無事に帰投し終戦を迎えた駆逐艦「冬月」の艦名を継承して防衛大臣・森本敏（海上幕僚長・河野克俊代読）により「ふゆづき」と命名され進水した[26][27]。
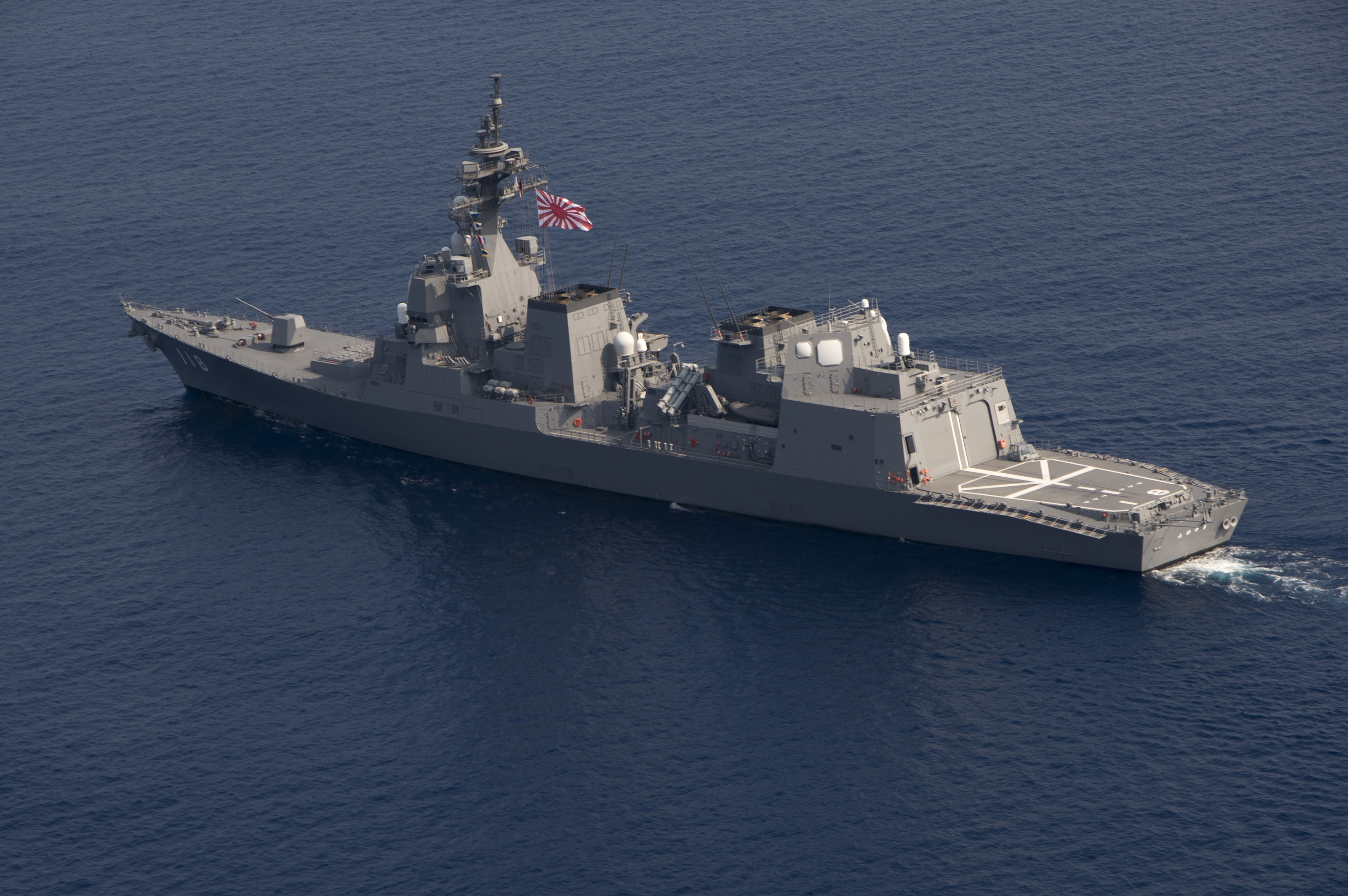
洋上を征く「ふゆづき」
- 航行中の「ふゆづき」
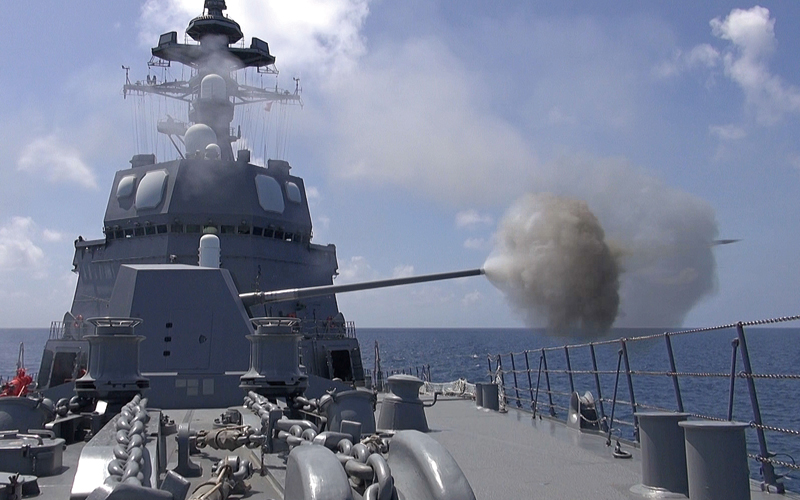
「ふゆづき」による5インチ砲射撃
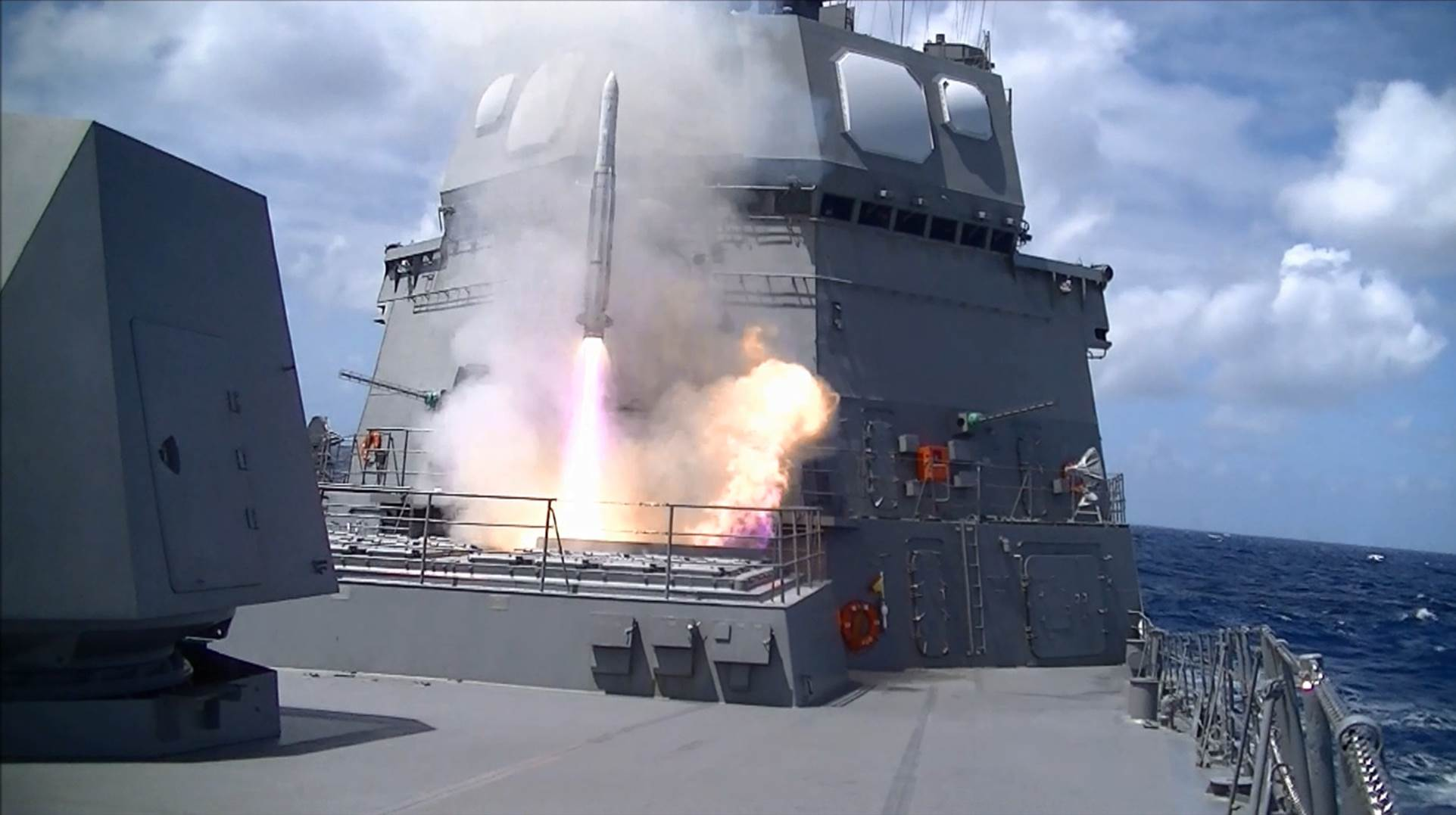
「ふゆづき」によるESSM発射
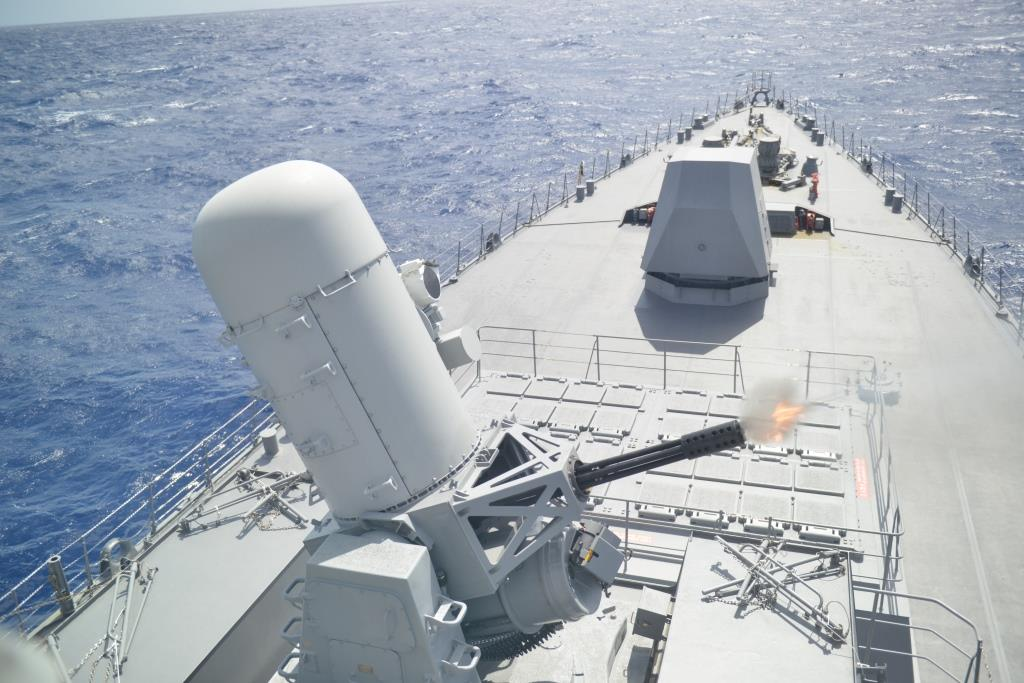
「ふゆづき」によるCIWS射撃
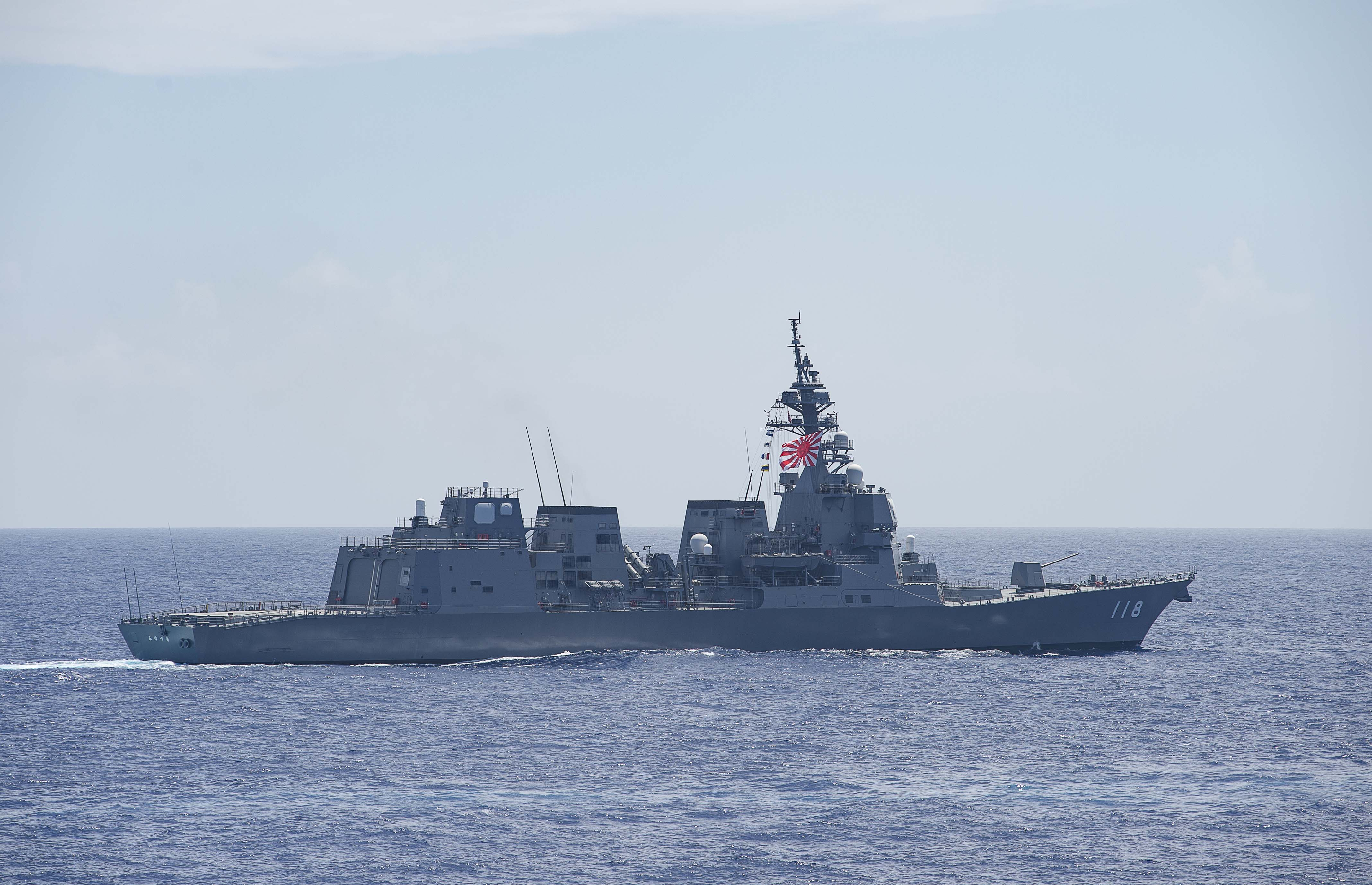
マラバール2018にて
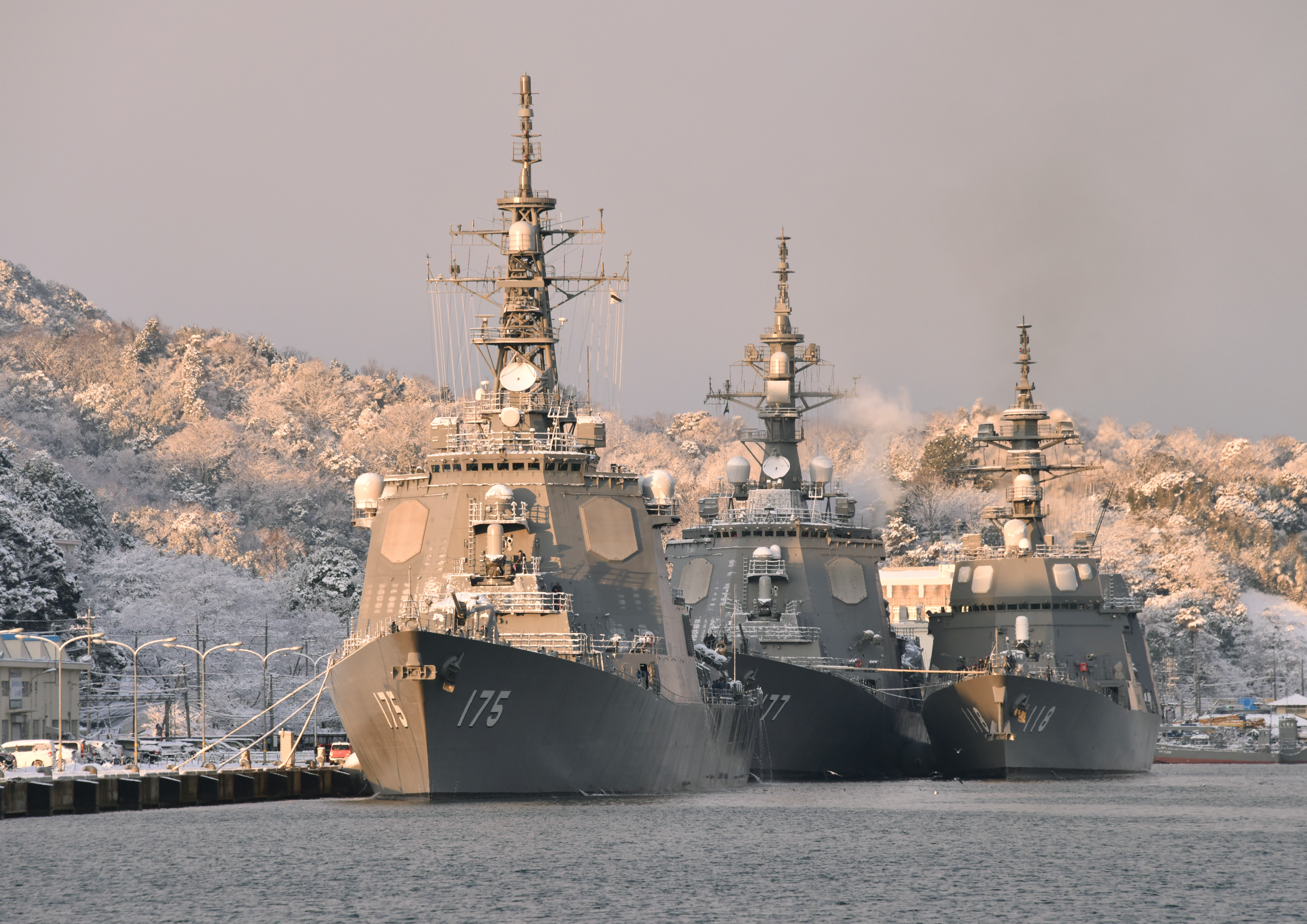
舞鶴に停泊中の「ふゆづき」(左から「みょうこう」「あたご」「ふゆづき」)
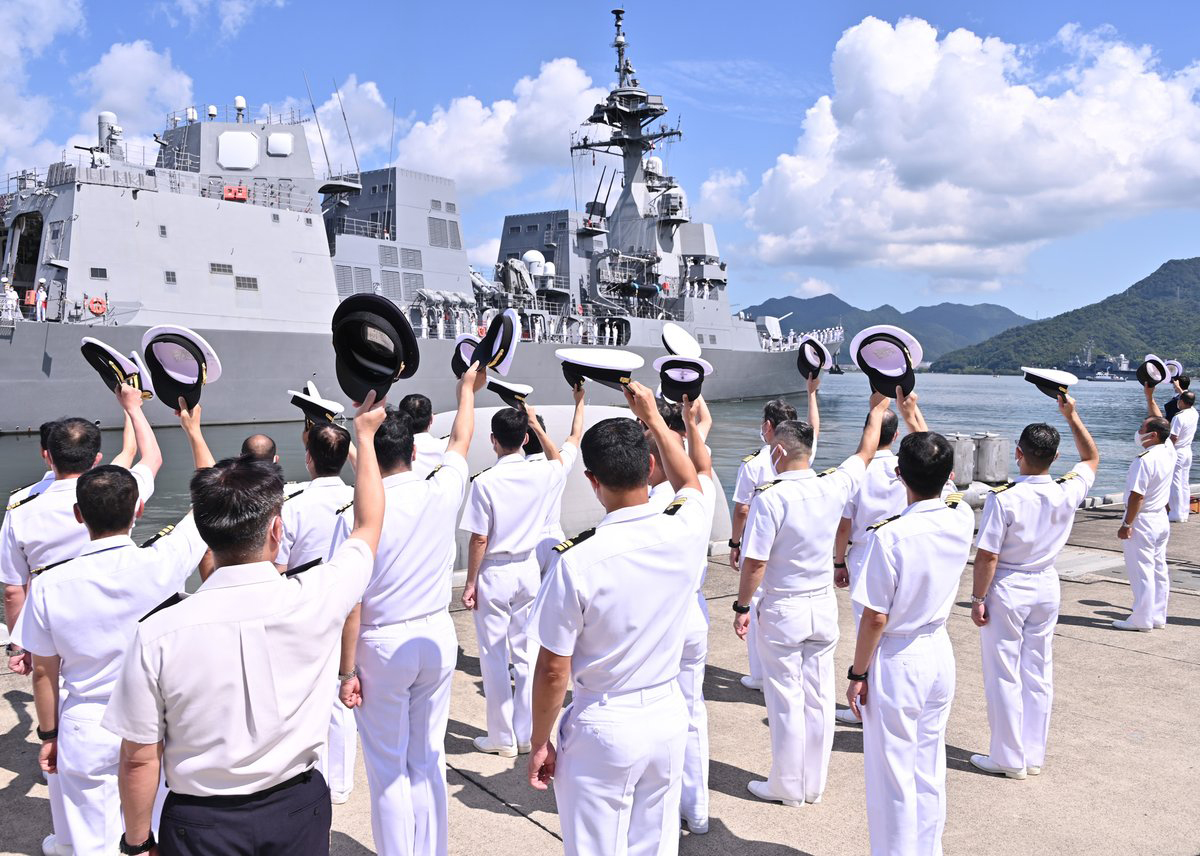
第6次派遣情報収集活動水上部隊として出港する「ふゆづき」